# Años 1430
Los años 1430 o década del 1430 empezó el 1 de enero de 1430 y terminó el 31 de diciembre de 1439.

## Acontecimientos
- Cuitláhuac cae en poder de Tenochtitlan
- Eugenio IV sucede a Martín V como papa en el año 1431.
- 1438: Pachacútec, Rey del Curacazgo Inca, efectúa reformas políticas y funda el Tahuantinsuyo o Imperio inca. Además expande los dominios Incas hasta el Lago Titicaca, al sur, y hasta lo que hoy es el centro de Perú, al norte.
- Cortes de Monzón (1435)

## Personas destacadas
- Pachacútec: último Rey del Curacazgo Inca, fue reformador de la política incaica y conquistdor; extendió los dominios Incas a partir de la Ciudad de Cuzco, llegando a dominar desde las orillas Lago Titicaca, al sur, hasta el centro del actual Perú, al norte, y fundó el Tawantinsuyu o Imperio inca.
- 1431: Eugenio IV es nombrado papa.